# Ligne de Briouze à Couterne
La ligne de Briouze à Couterne est une ancienne ligne de chemin de fer française, située dans le département de l'Orne et la région Basse-Normandie. Elle reliait les localités de Briouze et de Couterne par La Ferté-Macé et Bagnoles-de-l'Orne et, plus largement, les villes précitées à la gare de Paris-Montparnasse d'une part, et à la gare d'Alençon d'autre part.
La section de Couterne à La Ferté-Macé constitue la ligne 433 000 du réseau ferré national. Celle de Briouze à La Ferté-Macé constitue la ligne 434 000 du réseau ferré national.
La section de Bagnoles-de-l'Orne à Couterne fut fermée dès 1940 et déferrée après la Seconde Guerre mondiale, alors que la section entre Briouze et Bagnoles-de-l'Orne continua d'être exploitée jusqu'en 1992.
Cette ligne d'intérêt local raccordait donc, jusqu'en 1940, la ligne de Paris à Granville à la ligne d'Alençon à Domfront par La Ferté-Macé et Bagnoles-de-l'Orne, avant de devenir un embranchement ferroviaire depuis la ligne de Paris à Granville afin de desservir le pays d'Andaine.

## Historique
La ligne de Briouze à la Ferté-Macé est déclarée d'utilité publique au titre de l'intérêt local par un décret impérial du 24 juin 1868. Ce même décret approuve la convention signée le 31 août 1867 entre le Conseil Général de l'Orne et Monsieur Girard pour la concession de la ligne.
La section de Couterne à La Ferté-Macé est déclarée d'utilité publique par une loi le 16 décembre 1875.
Une loi du 31 juillet 1879 autorise le ministère des Travaux publics à entamer les travaux de construction de cette section.
La section de Couterne à Ferté-Macé est cédée par l'État à la Compagnie des chemins de fer de l'Ouest par une convention signée entre le ministre des Travaux publics et la compagnie le 17 juillet 1883. Cette convention est approuvée par une loi le 20 novembre suivant.
La section de Briouze à la Ferté-Macé est intégrée au réseau d'intérêt général et concédée à titre définitif à la Compagnie des chemins de fer de l'Ouest par une loi le 15 mars 1886.
Mise en service :
- De Briouze à La Ferté-Macé, le 6 décembre 1869 (Compagnie du chemin de fer d'intérêt local de Briouze à La Ferté-Macé).
- De Couterne à La Ferté-Macé, le 15 mars 1881 (Compagnie du Chemin de fer de l'Ouest).

Fermeture au trafic voyageurs :

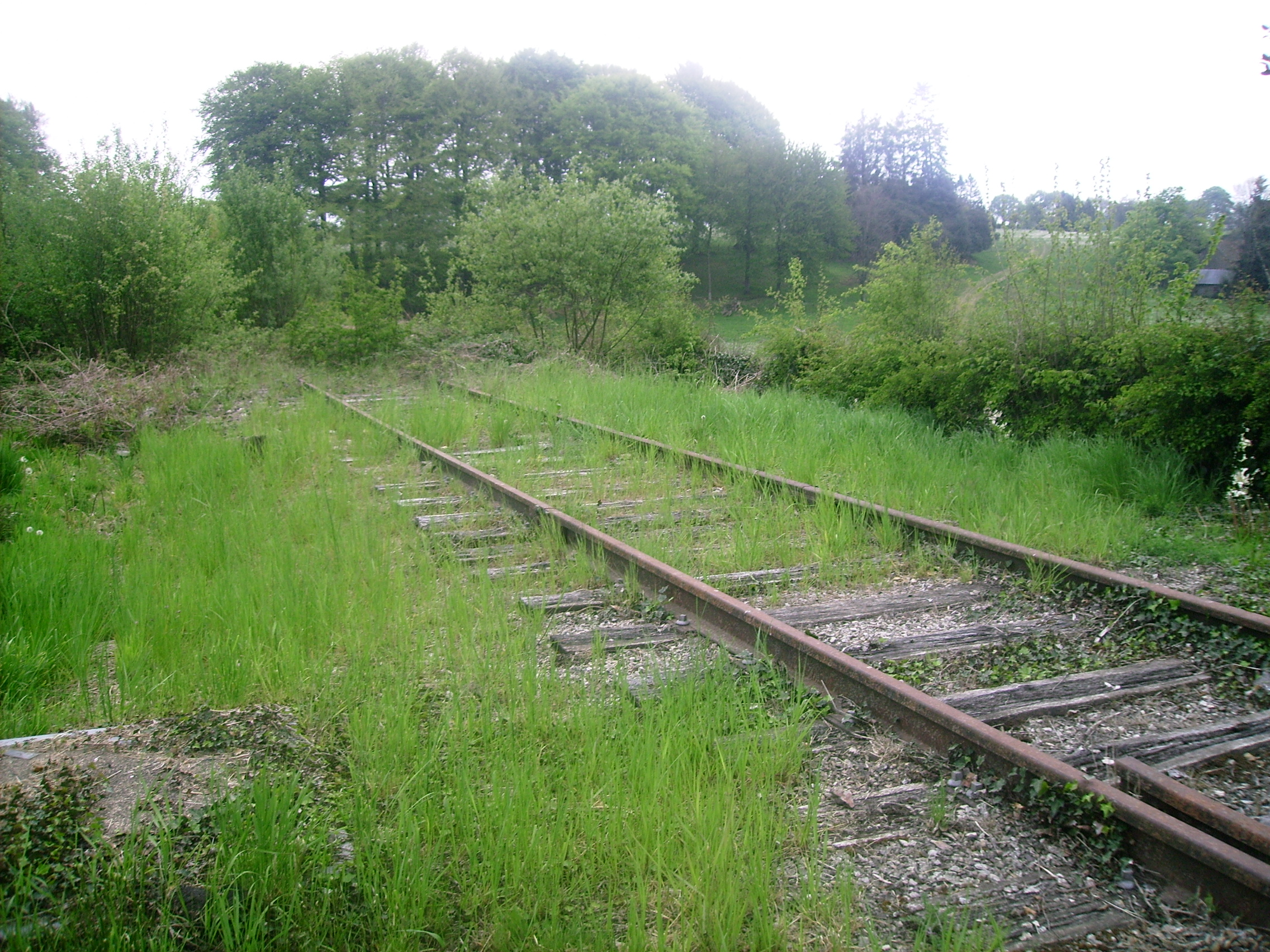
L'ancienne voie à Lonlay-le-Tesson.

- De Couterne à Bagnoles-de-l'Orne, le 17 février 1941[7].
- De Briouze à Bagnoles-de-l'Orne, le 26 mai 1991[8].

Fermeture au trafic marchandises :
- De Couterne à Bagnoles-de-l'Orne, en 1954.

Déclassement :
- De Couterne à Bagnoles-de-l'Orne (PK 0,375 à 6,800), le 12 novembre 1954[9].

## Caractéristiques

### Infrastructure
Gares desservies
- Gare de Briouze
- Halte de Lonlay-le-Tesson
- Gare de La Ferté-Macé
- Gare de Bagnoles-de-l'Orne

### Rebroussements
La ligne avait la particularité exceptionnelle de comporter un double rebroussement à La Ferté-Macé. Les trains arrivant de Briouze en gare de La Ferté-Macé en impasse devaient ensuite rebrousser pour être  aiguillés sur une voie également en impasse à proximité de la gare. Ils étaient ensuite aiguillés après un deuxième rebroussement sur cette impasse sur la voie en direction de Bagnoles-de-l'Orne-Couterne. Le parcours dans le sens Bagnoles-de-l'Orne-Briouze imposait également ce double rebroussement. 
Cette configuration ferroviaire unique en France est visible sur la voie verte La Vélobocage qui a remplacé la voie ferrée.

### État actuel
Une voie verte de 22 km, « la vélobocage », reliant la gare de Briouze au parcours de la véloroute Véloscénie, a été aménagée de Briouze à Bagnoles-de-l'Orne et inaugurée en 2022. La section de Bagnoles-de-l'Orne à Couterne a disparu.